# Kelma
Kelma (« Parole » en arabe) est une association « gay et ethnique » créée en 1997 par le journaliste Fouad Ziraoui. Elle a pour objet social la visibilité des homosexuels d'origine maghrébine et la lutte contre « l'ostracisme et l'isolement dont ils souffrent. » Elle est dissoute en 2002 par Ziraoui, mais la soirée hebdomadaire BBB à laquelle elle était liée a toujours lieu en 2024.

## Présentation de l'association
L'association Kelma a été créée par le journaliste algérien Fouad Zaraoui, militant homosexuel et antiraciste, en 1997. Elle s'est fait connaître par l'organisation des soirées « Black Blanc Beur » (ou BBB) à Paris aux Folies Pigalle. Kelma et ses soirées BBB s'adressent en particulier aux homosexuels maghrébins qui ne savent pas vers qui se tourner. Les beurs gays  sont en effet non seulement victimes de la défiance de leurs quartiers et de leurs familles envers l'homosexualité, mais aussi de discrimination (en raison de leur couleur de peau ou de leur look) dans les boîtes de nuit parisiennes homosexuelles plus « classiques » ; ils subissent ainsi une forme de « racisme larvé qui s'exprime dans certains cercles gays. »
Kelma participe aussi à la lutte contre le sida auprès des homosexuels maghrébins de France.
Au fur et à mesure Kelma a recentré ses activités pour répondre aux besoins de ses membres et sympathisants, plus intéressés par la convivialité de la fête que par le militantisme. C'est l'interactivité du site web de l’association qui est l'interface des activités de cette communauté. Kelma veille de plus à conserver l'anonymat de ses membres et évite ainsi de s'engager dans des campagnes militantes. 
Kelmahgreb est un journal en ligne parallèle réalisé par des gays maghrébins, pour les gays du Maghreb ou ceux qui s'intéressent à la vie gay. Le site a fait l'objet de censure au Maroc.